# Detlev Schwennicke
Detlev Schwennicke (né le 31 janvier 1930 à Guben et mort le 24 décembre 2012 à Berlin) est un pasteur protestant et généalogiste allemand. Il est le dernier éditeur des Europäische Stammtafeln.

## Biographie
Schwennicke passe son enfance et sa jeunesse dans le Brandebourg et la Prusse-Orientale. Il termine ses études théologiques à Mayence, Göttingen et Bonn. Il accomplit son vicariat dans son Brandebourg natal.
En 1958, il rejoint l'Église d'État du Palatinat, où il occupe un pastorat à Grünstadt pendant 12 ans. En 1970, il rejoint l'Église rhénane et est pasteur à Düsseldorf et Wetzlar avant de prendre sa retraite en 1992. Le professeur Michael Welker (de) est considéré comme son étudiant le plus éminent.
En 1978, Schwennicke, à partir de l'héritage de Frank Freytag von Loringhoven (de) (1910-1977), le volume V des Europäische Stammtafeln. Stammtafeln zur Geschichte der europäischen Staaten (Tableaux généalogiques sur l'histoire des États européens). Après cela, le travail est remis sur de nouvelles bases par lui en tant que troisième superviseur. Elle s'appelle désormais : "Europäische Stammtafeln. Stammtafeln zur Geschichte der europäischen Staaten. Fondée par Guillaume-Charles prince d'Isembourg (de), poursuivie par Frank baron Freytag von Loringhoven. Nouvel série. Édité par Detlev Schwennicke. La série est publiée sous son égide de 1980 à 2011, le volume XXIX est paru à titre posthume en 2013
Depuis 2008, il vit avec sa femme à Berlin. Le couple a quatre enfants et huit petits-enfants. Il est enterré au cimetière de Grunewald (de).